# Montanoa speciosa
Montanoa speciosa là một loài thực vật có hoa trong họ Cúc. Loài này được (DC.) Sch.Bip. ex C.Koch mô tả khoa học đầu tiên năm 1864.